# Краус, Синья
Синья Краус (нем. Sinja Kraus; Пустой шаблон {{ВД-Преамбула}} ) — австрийская профессиональная теннисистка. Победительница двенадцати турниров ITF (11 — в одиночном разряде).
С 2019 года Краус представляет Австрию на Кубке Билли Джин Кинг, где её рекорд W/L: 17—14.

## Общая биография
Родилась 29 апреля 2002 года в Вене, в Австрии.

## Спортивная карьера
В 2018—2025 годах стала победительницей одиннадцати турниров ITF в одиночном разряде.
И в 2022 году стала победительницей ещё одного турнира ITF в парном разряде.

## Итоговое место в рейтинге WTA по годам
| Год  | Одиночный рейтинг | Парный рейтинг |
| 2024 | 222               | 976            |
| 2023 | 192               | 313            |
| 2022 | 197               | 385            |
| 2021 | 459               | 805            |
| 2020 | 831               | 1413           |
| 2019 | 842               | 1381           |
| 2018 | 808               | —              |